# Wladimir Iwanowitsch Zytowitsch
Wladimir Iwanowitsch Zytowitsch (russisch Владимир Иванович Цытович, auch: Vladimir Tsytovich und Vladimir Cytovich; * 6. August 1931 in Leningrad, Sowjetunion; † 5. Oktober 2012 in Sankt Petersburg, Russland) war ein sowjetisch-russischer Komponist, Pianist, Musikwissenschaftler und Musikpädagoge.

## Leben

### 1931 bis 1945
Wladimir Iwanowitsch Zytowitschs Familie stammte aus Belarus. Beide Großväter waren orthodoxe Priester. Sein Vater war der Bauingenieur Iwan Alexandrowitsch Zytowitsch. Zytowitschs Mutter Lidija Wladimirowna Butomo hatte die höhere Musikschule in Homel (Гомельское музыкальное училище) besucht. Seine Tante war Pianistin. Seine Mutter sang Sopran, spielte aber auch versiert Klavier Sie veranstalteten häufig Hauskonzerte, bei denen der junge Zytowitsch seine ersten musikalischen Eindrücke sammelte. Den ersten Musikunterricht erhielt er im Alter von ungefähr sieben Jahren zu Hause. Sein erster Musiklehrer war Michail Timofejewitsch Dulow (1877–1948), der auch am Konservatorium unterrichtete. Kurz vor dem Zweiten Weltkrieg erkrankte Zytowitsch an einer tuberkulösen Bronchoadenitis. Daraufhin wurde der Musikunterricht ausgesetzt. Bei Dulow hatte Zytowitsch ungefähr vier Jahre Unterricht, bevor die Familie während des Krieges aus Leningrad nach Kasan evakuiert wurde.

### 1945 bis 1962
Erst nach der Rückkehr 1945 erhielt er im Palast der Pioniere und Schulkinder Leningrad (Ленинградский дворец пионеров и школьников) wieder Musikunterricht. Sein Bruder Alexander Zytowitsch lernte Violine und Wladimir Zytowitsch begleitete ihn auf dem Klavier. So erwarb er sich Kenntnisse des Streichinstruments und komponierte auch 1946/47 ein Kleines Konzert für Violine und Klavier, das die Brüder gemeinsam aufführten. 1947 schloss er die Musikschule im Palast der Pioniere und Schulkinder mit einem ДПШ[DPSch]-Diplom ab. 1947 wurde er in die am Konservatorium Leningrad ansässige siebenjährige Musikschule (Cамостоятельную профессиональную детскую музыкальную школу-семилетку) aufgenommen. Die Zulassungskommission stufte ihn auf Grund seiner Begabung in die siebte Klasse ein. Im gleichen Jahr absolvierte er mit der zehnten Klasse die allgemeinbildende Schule (Общеобразовательная школа). Im folgenden Jahr wurde er der Klavierklasse Grunja Isaakowna Gankinas (1914–2007) und der Kompositionsklasse Sergej Jakowlewitsch Wolfensons (1903–1992) zugeteilt. Obwohl bei Lehrern und Mitschülern gut angesehen, genügte er seinen eigenen Ansprüchen oft nicht. Viele Kompositionen dieser Zeit vernichtete er trotz Zuspruchs der Lehrer. 1953 schloss er die Schule mit Auszeichnung ab. Danach besuchte er das Leningrader Konservatorium. Nach einer nicht seinen Erwartungen entsprechenden Aufnahmeprüfung im Fach Komposition wurde er statt der Klasse Orest Alexandrowitsch Jewlachows (1912–1973) der Kompositionsklasse Boris Alexandrowitsch Arapows zugeteilt. Während eines Chinaaufenthaltes Arapows im zweiten und dritten Jahr wurde dieser von Juri Anatoljewitsch Balkaschin (1923–1960) vertreten. Weiter besuchte er die Orgelklasse Isai Alexandrowitsch Braudos. In dieser Zeit lernte er den Umgang mit einem Orchester und es entstanden die sinfonische Suite Das bucklige Pferdchen und die Fünf Lieder nach Blok. Die Sinfonietta war seine Abschlussarbeit des Kompositionsstudiums. Aufführungen dieser Werke wurden zu dieser Zeit auch schon im Rundfunk gesendet. Eine besondere und damals seltene Auszeichnung war, dass Zytowitsch 1957 noch im vierten Studienjahr schon während des Studiums am Konservatorium in die Leningrader Abteilung des Sowjetischen Komponistenverbandes (Ленинградского отделения Союза композиторов СССР) aufgenommen wurde. 1958 absolvierte er das Kompositionsstudium am Konservatorium Leningrad und begann danach die Aspirantur. Er besuchte weiterhin die Kompositionsklasse Boris Alexandrowitsch Arapows. Zu dieser Zeit begann er am Konservatorium Instrumentation zu unterrichten. Das Klavierkonzert, die Suite für zwei Klaviere und die Sinfonischen Skizzen Die Abenteuer des braven Soldat Schwejk entstanden in dieser Zeit. Das Klavierstudium in der Klavierklasse Isai Alexandrowitsch Braudos schloss er 1960, die Aspirantur 1961 ab.

### 1962 bis 2012
Von 1969 bis 1972 studierte Zytowski intensiv Béla Bartóks Musik. Dies mündete in die Abschlussarbeit seiner Kandidatur. Mit Специфика тембрового мышления Б. Бартока в квартетах и в оркестровых сочинениях [Die Spezifik der Klangfarben in der Denkweise Béla Bartóks in den Quartetten und Orchesterkompositionen] erlangte er 1973 den Grad des Kandidaten der Kunstwissenschaft. Daraufhin wurde er Dozent am Konservatorium. 1981 wurde er zum Professor ernannt. Bis 1985 leitete er dort die Abteilung für Instrumentation. Unter seinem Vorsitz wurden mehrere Dissertationen verteidigt. Zu seinen Schülern gehörten Juri Chatujewitsch Temirkanow, Wladimir Abramowitsch Altschuler (* 1946), Waleri Abissalowitsch Gergijew, Algirdas Romualdowitsch Paulawitschjus (1945–2007), Yuri Khanon (* 1965) und Alexander Jurjewitsch Radwilowitsch. 1990 wurde er als Verdienter Künstler der RSFSR geehrt. 2002 wurde er zum Ritter des Ordens der Freundschaft ernannt. Am 5. Oktober 2012 verstarb er nach langer Krankheit in Sankt Petersburg. Die Trauerfeier fand am 9. Oktober 2012 um 13.30 Uhr in der Kirche Спаса Нерукотворного Образа (Spasa Nerukotwornowo Obrasa) [des nicht von Händen geschaffenen Abbildes des Erlösers], die Beisetzung um 15.00 Uhr auf dem Nordfriedhof (Северное кладбище) in Sankt Petersburg statt.

## Werke (Auswahl)

### Werke vor 1960
- Kleines Konzert für Violine und Klavier 1946[1][2][5]
- Thema mit Variationen für Klavier[5]
- Suite für Streichquartett[5]
- Конек-Горбунок bzw. Konek-Gorbunok [Das bucklige Pferdchen]. Sinfonische Suite nach dem Märchen von Pjotr Pawlowitsch Jerschow, 1956 Ouvertüre I Die Nacht II Iwan der Narr III Basar IV Die Prinzessin V Das buckelige Pferdchen VI Wunderfisch Wal VII Das Fest OCLC 696620391
- Fünf Romanzen nach Gedichten von Alexander Alexandrowitsch Blok für Gesang und Klavier, 1956 OCLC 57190412
- Sinfonietta, 1957 Das Werk war die Abschlussarbeit seines Kompositionsstudiums am Konservatorium.
- Choreographische Miniaturen Podchalim und Prometheus, 1958[14]
- Die Abenteuer des braven Soldaten Schwejk. Sinfonische Skizzen für Orchester und Sprecher. Episoden aus dem Roman von Jaroslav Hašek., 1959 I Moderato II Andantino III Andantino IV Vivace V Moderato VI Rezitativ. Adagio. Allegro VII Andantino. Das Werk wurde 1971 vom Staatliches Sinfonieorchester der Leningrader Philharmonie unter Juri Chatujewitsch Temirkanow bei Melodija eingespielt.[15]
- Kosmomolija für Chor und Orchester, 1959[8]

### Werke 1960–1970
- Klavierkonzert, 1960 I Lento II Allegro III Largo[10] OCLC 223385362
- Suite für zwei Klaviere I Prélude II Fuga III Nocturne IV Scherzo V Toccata, 1960[16]
- Drei Lieder nach Texten von Nicolás Guillén für Bariton mit Klavierbegleitung, 1961 OCLC 13983721
- Frühlingsouvertüre, 1961
- Triptychon I Toccatina II Alter Tanz III Toccata für Viola und Klavier, 1962 ISMN 979-0-66002-704-2 (Suche im DNB-Portal). Das Werk wurde 1965 von Juri Markowitsch Kramarow (1929–1982) bei Melodija eingespielt.[17]
- Oktav-Etüde für Klavier, 1963[14]
- 10 Préludes für Klavier, komponiert 1963 ISMN 979-0-66006-222-7 (Suche im DNB-Portal) Zytowitsch widmete das Werk dem sowjetischen Pianisten Alexander Icharew (1929–1985), der es auch erstmals öffentlich aufführte.
- Konzert für Viola und Kammerorchester, 1965 I Allegro II Larghetto. Allegro con moto III Lento OCLC 496048713[18] Das Werk wurde 1966 von Igor Malkin unter der Leitung von Igor Blaschkow und 1978 von Juri Markowitsch Kramarow unter Eduard Afanassjewitsch Serow (1937–2016) jeweils mit dem Kammerorchester Leningrad auf Melodija eingespielt.[19][20]
- Dialog und Scherzo für Violine und Klavier, 1966 OCLC 222866306
- Suite für Klavier, 1966 OCLC 9570292
- Sechs Konzertstücke für Klavier, 1966 OCLC 977151718 2012 wurde von Sowetski Kompositor eine neue Ausgabe veröffentlicht ISMN 979-0-66000-591-0 (Suche im DNB-Portal)
- Die Abenteuer von Cipolino, zwölf Stücke für Klavier nach der Geschichte von Gianni Rodari OCLC 978191353 ISMN 979-0-66004-755-2 (Suche im DNB-Portal). Erster Teil: I Болото Лимончиков II Синор Помидор и кум Тыква [Senjor Tomate und Gevatter Kürbis] III Адвокат синор Зеленый Горошек [Advokat Senjor Grüne Erbse] IV Семя Тысяченожек V Вишенка VI Чиполлино [Cipollino (Zwiebelchen)]. Zweiter Teil: VII Марш мышей [Marsch der Mäuse] VIII Грустный Чиполлино [Trauriger Cipolino] XIТанец малышей [Tanz der Kinder] X Профессор Груша [Professor Birne] XI Герцог Мандарин [Herzog Mandarine] XII Песенка колокольчиков [Lied vom Glöckchen] Der erste Teil entstand 1961, der zweite Teil 1967 Zytowitsch spielte das Werk selbst am Klavier mit M. Petrova als Erzählerin bei Melodija ein.
- Lieder von Winnie the Pooh für Mezzosopran und Klavier in der russischen Übersetzung von Boris Wladimirowitsch Sachoder, 1968. I Пушистая Песенка II Lied über Tigger III Бормоталка IV Lied vom Nordpol V Ворчалка VI Geheimnisvolles Lied VII Пыхтелка VIII Шумелка IX Geheimnisvoller Lärm X Кричалка. Das Werk wurde von der Sängerin Walentina Kosyrewa und Zytowitsch selbst am Klavier bei Melodija eingespielt.[21]
- Sinfonie Nr. 1 für Sinfonieorchester und Chor nach Texten Wassili Kamenskis, 1969[4][8]

### Werke 1970–1990
- Concertino für Klavier und Orchester, 1971 I Andante con moto II Allegro OCLC 77738464 Dieses Werk schrieb Zytowitsch für seine Tochter Irina Zytowitsch, die es auch aufführte und 1979 mit dem Kammerorchester der Staatsphilharmonie Leningrad unter Arkadi Schteinlucht (* 1949) bei Melodija einspielte.[21]
- Stück für Schlaginstrumente, 1973[14]
- Sinfonie Nr. 2 für Kammerorchester, 1974[8] OCLC 977592145 Das Werk wurde vom Kammerorchester der Staatsphilharmonie Leningrad unter Arkadi Schteinlucht bei Melodija eingespielt.[22]
- Capriccio für großes Sinfonieorchester, 1975 OCLC 844478854
- Klassische Melodie für Flöte und Klavier, 1975 in ISMN 979-0-66002-391-4 (Suche im DNB-Portal)
- Dithyrambus für Orgel, 1976[2][14][23]
- Aria für Sopran und Streichorchester, 1978[5][24]
- Präludium und Choral für Orgel I Animato II Sostenuto[2][14][23]
- Sonate für Violine und Klavier, 1980 OCLC 224064635

- Klassische Sonatine für Flöte und Klavier, 1980 in ISMN 979-0-66002-391-4 (Suche im DNB-Portal)
- Konzert für Violoncello und Orchester, 1981. I Lento II Allegro III Presto OCLC 20051273 Das Werk wurde von Georgi Ginowker, dem langjährigen ersten Cellisten der Sankt Petersburger Philharmoniker, und dem Kammerorchester der Staatsphilharmonie Leningrad unter Pawel Aaronowitsch Bubelnikow (* 1944) bei Melodija eingespielt.[25]
- Kinderalbum für Klavier, 1984 OCLC 977263102. Es ist eine Sammlung von Klavierstücken Zytowitschs für Kinder, die er in den vergangenen Jahren geschrieben hatte.[14]
- Sonatine für Klavier, 1984[5]
- Konzert für Flöte und Oboe und Streichorchester und Schlagzeug, 1986[4][24]

### Werke nach 1990
- Sinfonie Nr. 3, 1992[5]
- Konzert für Gitarre und Kammerorchester, 1993 Das Werk dauert ungefähr 22 Minuten.[5][23]
- Sonate für Violoncello und Klavier, 1995[24]
- Introduktion und Toccata für Gitarre solo, 1995[14]
- Sinfonie Nr. 4, Monolog: Erinnerung an P. Florenski, 1997[4][5]
- Sonate im neobarocken Stil für Klavier, 2001[5][24]
- Divertissement für Fagott und Kammerorchester, 2003[5][24]
- Invention für Gitarre solo, 2009[14]
- Musik für Hörner und Streichorchester, 2011[5][24]

1992 wurden von Ilja Permjakow sechs seiner Stücke für Kinder in einer Ausgabe für zwei Gitarren bei Editions Orphee verlegt. I Little humoresque II Sad melody III Fairytale about a little white bull IV One, two and three voices V Little Donkey VI Little scherzo

### Musikwissenschaftliche Aufsätze und Lehrbuch
- Специфика тембрового мышления Б. Бартока в квартетах и в оркестровых сочинениях. [Die Spezifik der Klangfarben in der Denkweise Bela Bartoks in den Quartetten und Orchesterkompositionen], In: Вопросы теории и эстетики музыки [Probleme der Theorie und Ästhetik der Musik], Moskau, 1972
- Некоторые аспекты тембровой драматургии [Einige Aspekte zu dramaturgischen Klangfarben], In: Современные вопросы музыкознания [Zeitgenössische Ausgaben in der Musikwissenschaft], Moskau, 1976
- Два этюда о Бартоке [Zwei Studien über Bartok], 1977
- Размышления о роли мелодии в современной музыке [Überlegungen zur Rolle der Melodie in der zeitgenössischen Musik] Критика и музыкознание [Kritik und Musikwissenschaft Vol. 2], Moskau 1980
- Традиции и новаторство [Tradition und Innovation] Fragen der Musiktheorie, Musikgeschichte und Musikpädagogik, ISBN 978-5-8114-2412-2